# Francisco de Miranda
Sebastián Francisco de Miranda Rodríguez (28 tháng 3 năm 1750 - 14 tháng 7 năm 1816), thường được gọi là Francisco de Miranda (tiếng Tây Ban Nha phát âm là: [fɾansisko de miɾanda]), là một nhà cách mạng Venezuela. Mặc dù kế hoạch độc lập của ông cho các thuộc địa châu Mỹ thuộc Tây Ban Nha không thành công, ông được coi là một tiền thân của Simón Bolívar, người trong cuộc các cuộc chiến tranh độc lập Tây Ban Nha-Mỹ đã thành công trong việc giải phóng một phần rộng lớn của Nam Mỹ. Miranda đã có một cuộc sống lãng mạn và mạo hiểm. Là một người lý tưởng hóa, ông đã phát triển một kế hoạch có tầm nhìn xa trông rộng để giải phóng và thống nhất tất cả các khu vực châu Mỹ thuộc Tây Ban Nha Mỹ nhưng các sáng kiến quân sự của ông thay mặt cho châu Mỹ thuộc Tây Ban Nha Mỹ độc lập kết thúc vào năm 1812. Ông đã được bàn giao cho kẻ thù của mình và bốn năm sau, năm 1816, đã qua đời trong một nhà tù Tây Ban Nha. Trong thời hạn mười bốn năm về cái chết của ông, tuy nhiên, phần lớn châu Mỹ thuộc Tây Ban Nha Mỹ đã được độc lập.